# Monument funéraire de François Joseph Lefebvre
Le monument funéraire de François Joseph Lefebvre est un monument funéraire remarquable du cimetière du Père-Lachaise. Situé dans la division 28, il contient les restes du maréchal François Joseph Lefebvre, duc de Dantzick. Il a été inscrit aux monuments historiques par un arrêté du 21 mars 1983,.